# Regattabar
Regattabar ist ein Jazzclub in Cambridge (Massachusetts).
Der Regattabar Jazz Club besteht seit 1985 und befindet sich mit 220 Plätzen im dritten Stock des Charles Hotel (1 Bennett Street). Den Veranstaltungsort nutzen auch häufig Musikstudenten des Berklee College of Music als Spielstätte (Courtyard Series). In der Regattabar traten u. a. Betty Carter, Lee Konitz und Milt Jackson auf; außerdem entstanden ab 1989 Mitschnitte von Konzerten der Jazzmusiker Oliver Lake/Donal Leonellis Fox, Ruby Braff (Controlled Nonchalance at the Regattabar, Volume 1&2, 1993), Benny Carter/Phil Woods (Another Time, Another Place, 1996), Jim Hall (Grand Slam (2000), mit Joe Lovano, George Mraz und Lewis Nash) sowie des Aardvark Jazz Orchestra (Evocations, 2012) und des Revolutionary Snake Ensemble (u. a. mit Charles Neville).